# Luna de Avellaneda
Luna de Avellaneda es una película  argentina de género comedia dramática estrenada el 20 de mayo de 2004 dirigida por Juan José Campanella. Protagonizada por Ricardo Darín y Mercedes Morán. Coprotagonizada por Eduardo Blanco, Valeria Bertuccelli, Silvia Kutika, Atilio Pozzobón, Alan Sabbagh y Francisco Fernández de Rosa. También, contó con la actuación especial del primer actor José Luis López Vázquez.
Fue un éxito de taquilla y crítica y se estrenó en VHS y DVD en el año 2005.

## Argumento
Luna de Avellaneda es un emblemático club de barrio que ha vivido en el pasado una época de esplendor y que en la actualidad se encuentra inmerso en una crisis que pone en peligro su existencia. Al parecer, la única salida posible es que se convierta en un casino, nada más alejado de los ideales y de los fines de sus fundadores en la década de 1940: un club social, deportivo y cultural.
Román Maldonado (Ricardo Darín), junto a Amadeo Grimberg (Eduardo Blanco) y Graciela (Mercedes Morán) lucharán por la supervivencia del club. Paralelamente se relata la crisis matrimonial que vive Román con su mujer Verónica (Silvia Kutika), el inestable romance entre Amadeo y Cristina (Valeria Bertuccelli), la nueva profesora de danza del club, y los problemas de Graciela con su exmarido.

### Inspirada en hechos reales
La película está inspirada en un club real, el Club Juventud Unida de Llavallol, de la provincia de Buenos Aires, en la cual se filmó gran parte de sus escenas; 
 y también en situaciones reales que ocurrieron en Argentina en los tiempos de la crisis de 2001, que son representados en la película en forma de dramas cotidianos que sufría la sociedad cuyo poder de compra y subsistencia se desplomaba cuando los ingresos no alcanzaban para pagar siquiera los servicios (gas, agua, electricidad), mientras que el club lucha, intentando resistir, contra los embates de la economía atosigado por las deudas.

## Producción
Filmada en el club Juventud Unida de Llavallol, contó con Daniel Schumann como fotógrafo, la musicalización de Angel Illaramendi y la dirección de arte a cargo de Mercedes Alfonsín.

## Reparto
- Ricardo Darín - Román Maldonado
- Mercedes Morán - Graciela Fernández
- Eduardo Blanco - Amadeo Grimberg
- Valeria Bertuccelli - Cristina
- Silvia Kutika - Verónica
- José Luis López Vázquez - Don Aquiles
- Daniel Fanego - Alejandro
- Atilio Pozzobon - Emilio
- Horacio Peña - Julio
- María Victoria Biscay - Macarena
- Francisco Fernández De Rosa - Darío
- Micaela Moreno - Dalma
- Alan Sabbagh - Ismael
- Sofia Bertolotto - Yanina
- Ezequiel Merlino - Bruno

- Ernesto Claudio - Eduardo
- Carlos Kaspar - Chacha

## Home video
AVH San Luis distribuyó la película en DVD y VHS. El DVD incluye como características especiales audio español 5.1, Pantalla Widescreen y subtítulos en inglés y español para hipoaúsicos. Los extras del DVD son Escenas eliminadas, Curiosidades, Gags, Notas de producción, La creación de los personajes de Luna de Avellaneda, Comentarios del director Juan José Campanella, Galería de fotos, Filmografía y Galería de personajes y Tráileres del cine.
La plataforma de cine por streaming CineAR la tiene en sus catálogo de películas y también está en la plataforma de video bajo demanda de DirecTV.

## Críticas
El crítico Alberto Fijo la considera similar a El mismo amor, la misma lluvia, del mismo director que esta, donde los protagonistas están en una historia tragicómica condimentada con nostalgia aunque Fijo considerada no apropiado usar el mismo molde de personajes. También considera que el guion es descompensado, reiterativo, meloso y discursivo con dificultades para finalizar.
Horacio Bernades de Página 12 considera que la película se identifica desde el punto de vista del protagonista, dándole a Román la reserva moral sacándolo de apuros sacando afuera de la escena al amante de su mujer.

## Nominaciones y participación en festivales
Fue nominada en 2005 al premio Goya a la mejor película de habla hispana no producida ni filmada en España.
En el 2004 fue la película inaugural del Festival de cine de la 49.ª Semana Internacional de cine de Valladolid (Seminci). En este festival Darín fue premiado como mejor actor por su actuación en esta película. Y posteriormente su director viajó a Montreal, Canadá para presentarla en la 28.ª edición del Festival des Films du Monde de Montreal (FFM) realizada en septiembre de ese año.